# Takija
Takija (tur. takke < arap. طاقية ṭāqīya < perz. طاقیه ṭāqīya: pokrivalo), okrugla plitka kapa koja prati oblik glave, nose je u arapskom svijetu i muškarci i žene, katkad ispod drugog pokrivala. Izvorno je bila okrugla kapa s ravnim vrhom u raznim bojama, nošena bez pokrivala u obliku turbana, a za vrijeme mamelučkog sultana An-Nasira Faradža početkom 15. stoljeća proširena je u visinu i nategnuta nalik kupoli. U novije doba koristi se kao sinonim za arakiju i atabu.
Često se nosi iz religioznih razloga, a muslimani je nerijetko nose tijekom pet dnevnih molitava. Kada se nosi samostalno, može biti bilo koje boje. Ipak, posebno u arapskim zemljama, kada se nosi ispod kefije, tradicionalno je bijele boje. Neki muslimani oko kape omotavaju turban, što se na arapskom naziva amama, a često se vidi među šijitima i sufijama.
Nošena ispod drugih pokrivala, npr. fesa, takija ima zaštitnu ulogu da sačuva gornje pokrivalo od masti i nečistoća.